# Estero Arrayán
El estero Arrayán es un curso natural de agua nival de poco caudal que fluye en la Región Metropolitana de Santiago, Chile. Pertenece a la cuenca del río Maipo.

## Trayecto
Nace en las Lagunas del Viento en el Cordón de los Españoles, en la zona El Arrayán, corriendo en sentido norte a sur y cruzando el Santuario de la naturaleza El Arrayán, en la comuna de Lo Barnechea, donde desemboca en el río Mapocho.

## Caudales y régimen
El estero posee una estación fluviométrica cuyos promedios indican que al estero está asociado un régimen claramente nival, registrando caudales máximos en los meses de diciembre para años húmedos y en noviembre para años secos. Otro aumento de su caudal ocurre en el mes de julio, pero de menor magnitud.: 64 

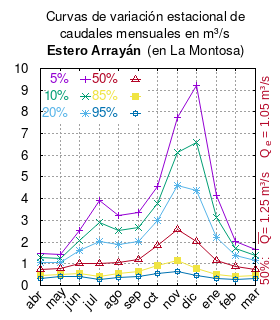
Curva de variación estacional del Estero Arrayán en la Montosa.

El caudal del río (en un lugar fijo) varía en el tiempo, por lo que existen varias formas de representarlo. Una de ellas son las curvas de variación estacional que, tras largos periodos de mediciones, predicen estadísticamente el caudal mínimo que lleva el río con una probabilidad dada, llamada probabilidad de excedencia. La curva de color rojo ocre (con {\displaystyle {\color {Red}\vartriangle }}) muestra los caudales mensuales con probabilidad de excedencia de un 50%. Esto quiere decir que ese mes se han medido igual cantidad de caudales mayores que caudales menores a esa cantidad. Eso es la mediana (estadística), que se denota Qe, de la serie de caudales de ese mes. La media (estadística) es el promedio matemático de los caudales de ese mes y se denota {\displaystyle {\overline {Q}}}. 
Una vez calculados para cada mes, ambos valores son calculados para todo el año y pueden ser leídos en la columna vertical al lado derecho del diagrama. El significado de la probabilidad de excedencia del 5% es que, estadísticamente, el caudal es mayor solo una vez cada 20 años, el de 10% una vez cada 10 años, el de 20% una vez cada 5 años, el de 85% quince veces cada 16 años y la de 95% diecisiete veces cada 18 años. Dicho de otra forma, el 5% es el caudal de años extremadamente lluviosos, el 95% es el caudal de años extremadamente secos. De la estación de las crecidas puede deducirse si el caudal depende de las lluvias (mayo-julio) o del derretimiento de las nieves (septiembre-enero).

## Historia
Francisco Solano Asta-Buruaga y Cienfuegos escribió en 1899 en su Diccionario Geográfico de la República de Chile sobre el estero:
Arrayán (Quebrada del).-—Abra entre las sierras de la Dehesa en el departamento de Santiago. Desemboca en la margen derecha del río Mapocho por la parte oriental de ese fundo. Forma una hermosa cañada, que de allí penetra hacia el NO., ceñida de altos cerros, en cuyas laderas sobre ella, se encuentran minas de plata y de cobre, y que contiene en su fondo tierras de cultivo y abundancia de vegetación. Hacia sus cabeceras hay un paraje despejado y pintoresco en el que brota cantidad de agua caliza con otros elementos minerales, cuya temperatura es de 30º del centígrado.
Hoy en día es un lugar visitado por pescadores deportivos de la región.